# آباده
آباده (بالفارسية: آباده) هي مدينة في محافظة فارس، وإيران، التي تقع على ارتفاع 6,200 قدم (1,890 م) في سهل خصيب على الطريق السريع بين الطريق السريع اصفهان-شيراز، 140 ميلا (230 كيلومترا) من السابق و170 ميلا (270 كيلومترا) من هذا الأخير. 59241 السكان (تقديرات 2007)، تظهر نموا بنسبة 45 ٪ من 1985 حتى 2005. والمدينة هي عاصمة مقاطعة آباده.
انها هي أكبر مدينة في آباده-اقلید حي، والتي تشتهر الخشب المحفور العمل، والمصنوعة من خشب أشجار الكمثرى ومربع. زيت السمسم، زيت الخروع، والحبوب، والفواكه المختلفة تنتج أيضا هناك.

## المناخ
يظهر الجدول التالي التغييرات المناخية على مدار السنة لآباده:
| البيانات المناخية لـآباده         | البيانات المناخية لـآباده | البيانات المناخية لـآباده | البيانات المناخية لـآباده | البيانات المناخية لـآباده | البيانات المناخية لـآباده | البيانات المناخية لـآباده | البيانات المناخية لـآباده | البيانات المناخية لـآباده | البيانات المناخية لـآباده | البيانات المناخية لـآباده | البيانات المناخية لـآباده | البيانات المناخية لـآباده | البيانات المناخية لـآباده |
| الشهر                             | يناير                     | فبراير                    | مارس                      | أبريل                     | مايو                      | يونيو                     | يوليو                     | أغسطس                     | سبتمبر                    | أكتوبر                    | نوفمبر                    | ديسمبر                    | المعدل السنوي             |
| --------------------------------- | ------------------------- | ------------------------- | ------------------------- | ------------------------- | ------------------------- | ------------------------- | ------------------------- | ------------------------- | ------------------------- | ------------------------- | ------------------------- | ------------------------- | ------------------------- |
| الدرجة القصوى °م (°ف)             | 19.6 (67.3)               | 21.0 (69.8)               | 26.6 (79.9)               | 28.6 (83.5)               | 34.4 (93.9)               | 38.8 (101.8)              | 39.6 (103.3)              | 38.4 (101.1)              | 36.4 (97.5)               | 32.6 (90.7)               | 25.0 (77.0)               | 24.0 (75.2)               | 39.6 (103.3)              |
| متوسط درجة الحرارة الكبرى °م (°ف) | 9.2 (48.6)                | 11.6 (52.9)               | 15.7 (60.3)               | 21.4 (70.5)               | 26.9 (80.4)               | 32.4 (90.3)               | 34.2 (93.6)               | 33.1 (91.6)               | 29.6 (85.3)               | 23.5 (74.3)               | 16.6 (61.9)               | 11.6 (52.9)               | 22.1 (71.9)               |
| متوسط درجة الحرارة الصغرى °م (°ف) | −3.6 (25.5)               | −1.7 (28.9)               | 2.0 (35.6)                | 6.8 (44.2)                | 10.7 (51.3)               | 14.7 (58.5)               | 17.5 (63.5)               | 15.8 (60.4)               | 11.4 (52.5)               | 6.3 (43.3)                | 1.3 (34.3)                | −1.8 (28.8)               | 6.6 (43.9)                |
| أدنى درجة حرارة °م (°ف)           | −20.2 (−4.4)              | −20.2 (−4.4)              | −10.0 (14.0)              | −3.0 (26.6)               | 2.2 (36.0)                | 7.6 (45.7)                | 10.0 (50.0)               | 9.4 (48.9)                | 3.0 (37.4)                | −2.2 (28.0)               | −9.0 (15.8)               | −21.4 (−6.5)              | −21.4 (−6.5)              |
| الهطول مم (إنش)                   | 24.2 (0.95)               | 15.3 (0.60)               | 25.3 (1.00)               | 14.6 (0.57)               | 8.9 (0.35)                | 1.2 (0.05)                | 0.5 (0.02)                | 0.4 (0.02)                | 0.0 (0.0)                 | 5.1 (0.20)                | 9.4 (0.37)                | 32.1 (1.26)               | 137 (5.39)                |
| متوسط الأيام الممطرة              | 7.3                       | 5.6                       | 7.4                       | 6.7                       | 4.4                       | 1.2                       | 1.0                       | 0.6                       | 0.3                       | 2.5                       | 3.7                       | 6.4                       | 47.1                      |
| متوسط الأيام المثلجة              | 3.3                       | 1.3                       | 0.8                       | 0.1                       | 0.0                       | 0.0                       | 0.0                       | 0.0                       | 0.0                       | 0.0                       | 0.2                       | 2.1                       | 7.8                       |
| متوسط الرطوبة النسبية (%)         | 52                        | 46                        | 41                        | 36                        | 29                        | 21                        | 22                        | 21                        | 22                        | 32                        | 43                        | 51                        | 35                        |
| ساعات سطوع الشمس الشهرية          | 233.3                     | 238.9                     | 256.4                     | 254.8                     | 312.5                     | 344.4                     | 336.3                     | 338.3                     | 311.4                     | 287.4                     | 237.1                     | 226.3                     | 3٬377٫1                   |
| المصدر:                           |                           |                           |                           |                           |                           |                           |                           |                           |                           |                           |                           |                           |                           |

## أعلام
- محمود محمدي